# Babilon.pl
Babilon.pl – polski serial dokumentalny z 2004 roku. Inicjatywa powstania serialu wyszła od Doroty Roszkowskiej. Wraz z Jackiem Gwizdałą napisała ona scenariusz. Serial zrealizowali: Wojciech Maciejewski, Krzysztof Kalukin, Wojciech Staroń, Igor Kropat, Andrzej Jaroszewicz.
Produkcja ta jest poświęcona udziałowi polskich żołnierzy w misji stabilizacyjnej w Iraku (od 2003 roku).